# Vladimir Makogonov
Vladimir Makononov (Naxçıvan, 27 agosto 1904 – Baku, 2 gennaio 1993) è stato uno scacchista russo (sovietico dal 1922).
Ottenne il titolo di maestro internazionale nel 1950 e quello di grande maestro honoris causa nel 1987.
Vinse cinque volte il campionato dell'Azerbaigian dal 1947 al 1952. Partecipò a otto campionati sovietici, classificandosi 4º nel 1937 e 4º nel 1939. Nel torneo di Sverdlovsk del 1943 fu secondo, dietro a Michail Botvinnik, precedendo Vasilij Smyslov e Isaak Boleslavskij. Nel 1948 vinse il campionato delle repubbliche caucasiche davanti a Tigran Petrosjan.
Nel 1942 sconfisse Salo Flohr in un match a Baku per 7,5-4,5.
Poco noto in Occidente, in quanto non partecipò mai a tornei all'estero, era però molto stimato nel suo paese, sia come giocatore che come istruttore. Assieme a Vladimir Simagin assistette Smyslov nella preparazione del match di campionato mondiale del 1957 contro Botvinnik. Su raccomandazione di quest'ultimo, divenne uno dei primi istruttori del giovane Garri Kasparov.
Ha dato il nome a diverse varianti di apertura, tra cui:
- variante Tartakower-Makogonov del gambetto di donna: 1. d4 d5 2. c4 e6 3. Cc3 Cf6 4. Ag5 Ae7 5. e3 0-0 6. Cf3 h6 7. Ah4  b6
- una variante della difesa est-indiana: 1. d4 Cf6 2. c4 g6 3. Cc3 Ag7 4. e4 d6  5. h3
- una variante della difesa Grünfeld: 1. d4 Cf6 2. c4 g6 3. Cc3 d5 4. Cf3 Ag7 5. e3 0-0  6. b4